# Касицький сільський округ
Каси́цький сільський округ (каз. Қасық ауылдық округі, рос. Касыкский сельский округ) — адміністративна одиниця у складі Кордайського району Жамбильської області Казахстану. Адміністративний центр — село Альжан-Ана.
Населення — 4720 осіб (2021; 3378 у 2009, 2968 у 1999, 3021 у 1989).
Станом на 1989 рік існувала Касицька сільська рада (село Касик), з 1993 року Касицька сільська адміністрація. 1997 року Касицьку сільську адміністрацію приєднано до складу Степнівського сільського округу. 2001 року зі складу Степнівського сільського округу утворено Касицький сільський округ.